# Steve Davis (kontrabasista)
Steve Davis, muslimským jménem Luquman Abdul Syeed, (1929 – 21. srpna 1987) byl americký jazzový kontrabasista a baskytarista. V roce 1960 se stal členem kvartetu saxofonisty Johna Coltrana – hrál na albech My Favorite Things, Coltrane Plays the Blues a Coltrane's Sound, která byla všechna nahrána v říjnu 1960, ale vycházela průběžně v následujících letech. Dále spolupracoval například s bratry Gapem a Chuckem Mangionevými, stejně jako s klavíristou McCoyem Tynerem, saxofonistou Jamesem Moodym či vibrafonistou Freddiem McCoyem.